# سياسة الكتلة الشرقية

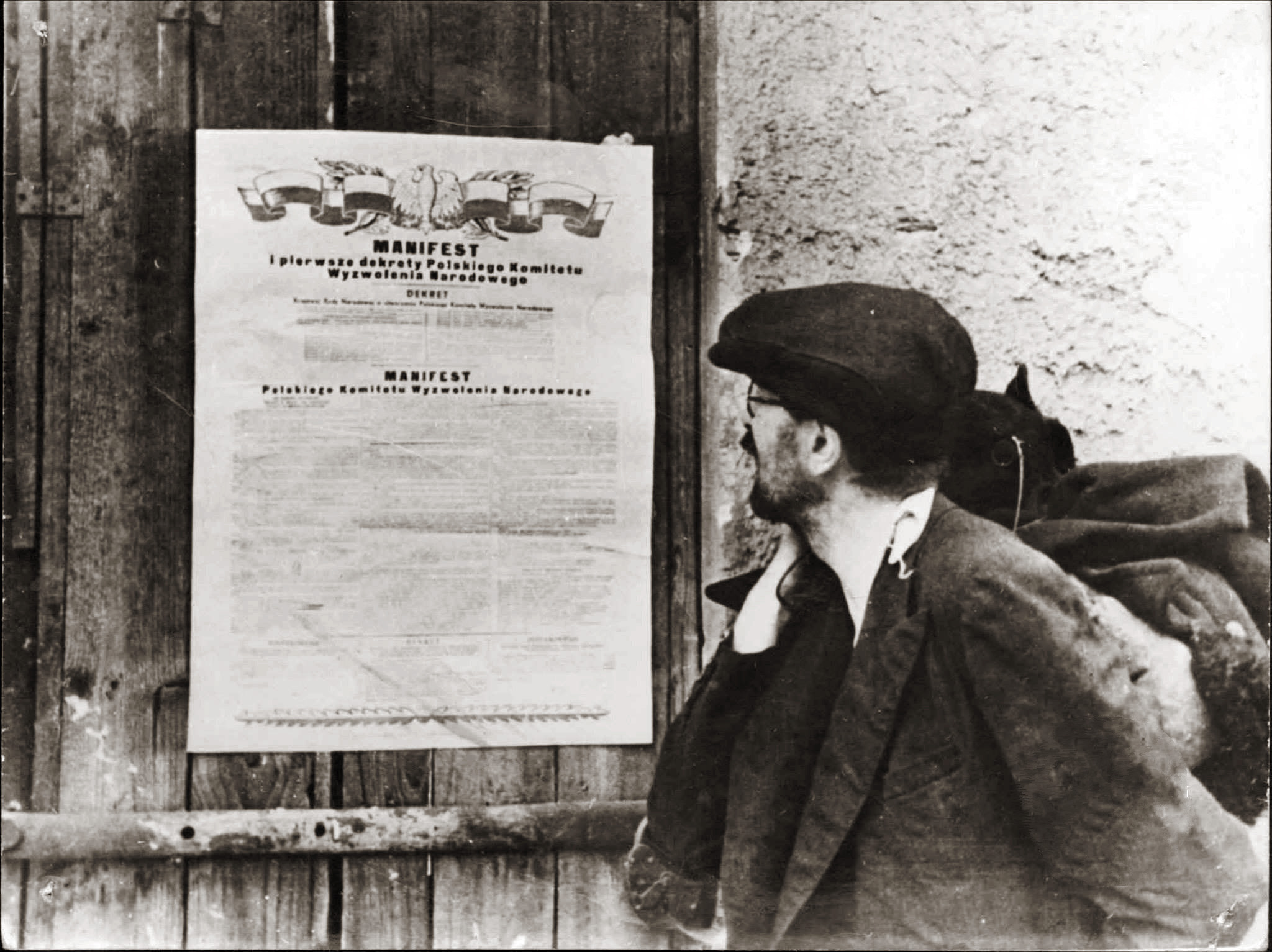
مواطن يقرأ بيان PKWN (لجنة التحرير الوطني البولندية)، 22 يوليو 1944 - صورة رمزية.

بدأت سياسة الكتلة الشرقية بعد احتلال الجيش الأحمر لمعظم أوروبا الوسطى والشرقية في نهاية الحرب العالمية الثانية، وتعيين الاتحاد السوفيتي للحكومات الماركسية اللينينية الخاضعة للسيطرة السوفيتية في المنطقة، والتي سميت فيما بعد الكتلة الشرقية من خلال عملية سياسة الكتلة والقمع. احتوت هذه الحكومات على عناصر واضحة للديمقراطية التمثيلية (مثل البرلمانات والانتخابات وأحيانًا العديد من الأحزاب السياسية) لإخفاء العملية مبدئيًا.
وسيطرت الأحزاب الشيوعية التابعة للاتحاد السوفيتي في تلك البلدان على الإدارة والأجهزة السياسية والشرطة والمنظمات المجتمعية والهياكل الاقتصادية، بمجرد وصولها إلى السلطة، وذلك لضمان عدم ظهور معارضة فعالة وللسيطرة على الحياة الاجتماعية والاقتصادية والسياسية فيها. واستُخدمت عمليات التطهير الحزبية والاجتماعية جنبًا إلى جنب مع الاستخدام المكثف لمنظمات الشرطة السرية على غرار جهاز المخابرات السوفيتي كي جي بيه لمراقبة السكان المحليين والسيطرة عليهم. في حين استمرت الأحزاب السياسية المتعددة في الوجود اسميًا في بعض البلدان، إلا أنها كانت جميعها تابعة للحكومة ودعمت سياسات الحكومة. بينما استمرت الانتخابات، كان يُعرض على الناخبين عادة مرشح واحد. واجتمعت البرلمانات الوطنية المكونة من ممثلين منتخبين بهذه الطريقة بشكل متكرر ودائمًا كانت توافق على المقترحات الحكومية.

## الخلفية

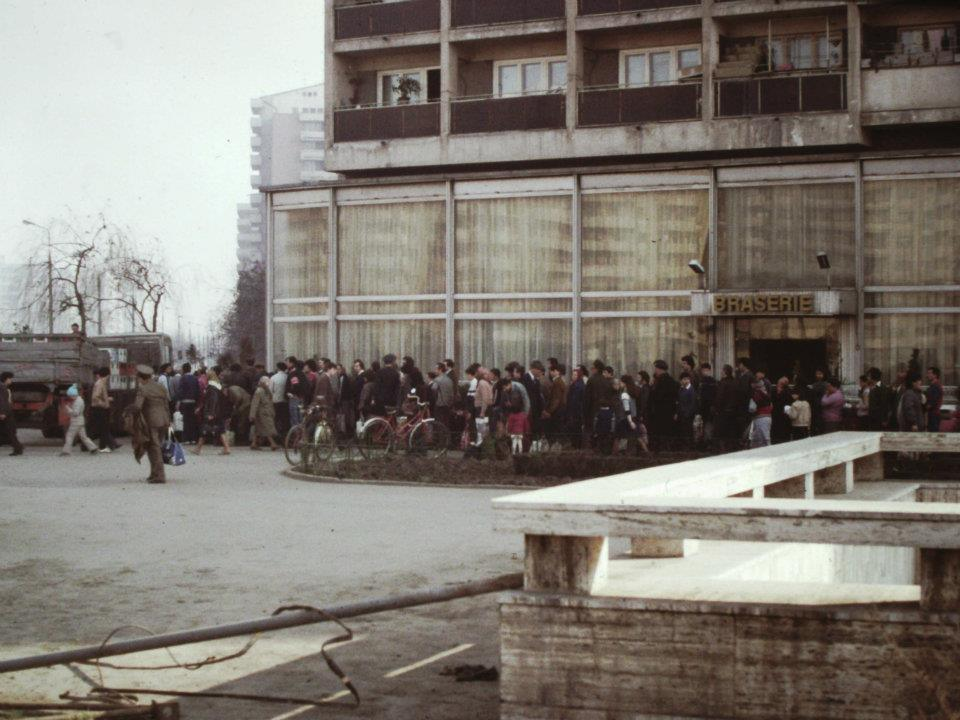
الانتظار في الطابور للحصول على زيت الطهي في بوخارست – رومانيا الشيوعية عام 1986.

### ولادة الكتلة الشرقية
في عام 1922، وافقت جمهورية روسيا الاتحادية الاشتراكية السوفيتية (أر إس إف إس أر)، وجمهورية أوكرانيا الاشتراكية السوفيتية، وجمهورية بيلاروس الاشتراكية السوفيتية، وجمهورية ما وراء القوقاز الاشتراكية السوفيتية، على معاهدة إنشاء اتحاد الجمهوريات الاشتراكية السوفيتية وإعلان إنشاء الاتحاد السوفيتي. وفي نهاية الحرب العالمية الثانية بحلول منتصف عام 1945، كان الاتحاد السوفيتي يسيطر على جميع عواصم أوروبا الشرقية والوسطى. خلال المراحل الأخيرة من الحرب، بدأ الاتحاد السوفيتي بإنشاء الكتلة الشرقية من خلال الضم المباشر لعدة دول مثل الجمهوريات الاشتراكية السوفيتية التي تنازلت عنها ألمانيا النازية في الأصل ضمن اتفاق مولوتوف-ريبنتروب. وقد دُمجت كل من بولندا الشرقية وفنلندا الشرقية ودول البلطيق وبوكوفينا وبيسارابيا، التي تسمى الآن مولدوفا، بالقوة ضمن الاتحاد السوفيتي. وبقيت الأراضي البولندية الشرقية جزءًا من أوكرانيا وبيلاروسيا اعتبارًا من أوائل القرن الحادي والعشرين.
بدأ أفراد الجيش الأحمر والمفوضية الشعبية للشؤون الداخلية بفرض النظام الشيوعي في عام 1939. وقد استخدموا الشيوعيين المحليين والاشتراكيين والمتعاونين معهم لشن حملة عنف جماعي وترحيل جماعي إلى المعسكرات من أجل «فرض النموذج السوفيتي» على المناطق الواقعة تحت احتلالهم. نشأ عن الغزو السوفيتي لهذه المناطق في عام 1939 حلفاء محليون، بالإضافة إلى ضباط المفوضية الشعبية للشؤون الداخلية ذوي الخبرة في فرض النظام الشيوعي. بدأ الاتحاد السوفيتي التخطيط لتحول أوروبا الشرقية حتى قبل الغزو النازي لاتحاد الجمهوريات الاشتراكية السوفيتية عام 1941. وتوجد أدلة على أن الاتحاد السوفيتي لم يتوقع أن ينشئ كتلة شيوعية بسرعة أو بسهولة. كتب إيفان مايسكي، وزير الخارجية السوفيتي في عهد ستالين، في عام 1944 أن جميع الدول الأوروبية ستصبح في النهاية دولًا شيوعية ولكن بعد فترة تتراوح بين ثلاثة إلى أربعة عقود.
شارك القادة الشيوعيون في وسط وشرق أوروبا بشكل عام في تحالفات «الجبهة الوطنية» خلال ثلاثينيات القرن العشرين لمجابهة التوسع النازي. وقد صُممت هذه الائتلافات على غرار الموجودة في إسبانيا وفرنسا. وصف المؤرخ توني جدت الحرب الأهلية في إسبانيا بأنها «مرحلة جافة للاستيلاء على السلطة في أوروبا الشرقية بعد عام 1945».
وشملت بولندا الشرقية (التي ضمها الاتحاد السوفيتي)، ولاتفيا (أصبحت لاتفيا الاشتراكية السوفيتية)، وإستونيا (أصبحت جمهورية إستونيا الاشتراكية السوفيتية)، وليتوانيا (أصبحت ليتوانيا الاشتراكية السوفيتية)، وجزء من فنلندا الشرقية (أصبحت الجمهورية الكريلية – الفنلندية السوفيتية الاشتراكية)، وشمال شرق رومانيا (أصبح جزء منه جمهورية مولدوفا الاشتراكية السوفيتية). وبحلول عام 1945، بلغ إجمالي هذه الدول الملحقة الإضافية نحو 180.000 ميل مربع إضافي (465.000 كيلومتر مربع)، أو أكثر بقليل من مساحة ألمانيا الغربية وألمانيا الشرقية والنمسا مجتمعة.
وحولت الدول الأخرى إلى دول تابعة للسوفييت، مثل جمهورية بولندا الشعبية، وجمهورية بلغاريا الشعبية، وجمهورية المجر الشعبية، وجمهورية تشيكوسلوفاكيا الاشتراكية، وجمهورية رومانيا الشعبية، وجمهورية ألبانيا، وفيما بعد جمهورية ألمانيا الديمقراطية من منطقة الاحتلال السوفيتي الألماني. اعتبرت جمهورية يوغوسلافيا الاتحادية الشعبية أيضًا جزءًا من الكتلة، على الرغم من حدوث انفصال بين تيتو وستالين في عام 1948.

### ظروف الكتلة الشرقية
في جميع أنحاء الكتلة الشرقية، في كل من الجمهورية الاشتراكية السوفيتية وبقية الكتلة، أعطيت روسيا مكانة بارزة، وكان يشار إليها باسم naibolee vydajuščajasja nacija (الأمة الأبرز) وrukovodjaščij narod (الشعب الرائد). شجع السوفييت على تبجيل كل شيء روسي وإعادة إنتاج التسلسلات الهرمية البنيوية الشيوعية في كل دولة من دول الكتلة.
كانت السمة المميزة للشيوعية المطبقة في الكتلة الشرقية هي التكافل الفريد للدولة مع المجتمع والاقتصاد، ما أدى إلى فقدان السياسة والاقتصاد لسماتهما المميزة كمجالات مستقلة. في حين هاجر أكثر من 15 مليون من سكان الكتلة الشرقية غربًا منذ عام 1945 حتى عام 1949، توقفت الهجرة فعليًا في أوائل الخمسينيات من القرن العشرين، مع النهج السوفيتي للسيطرة على الحركة الوطنية الذي تحاكي به معظم بقية الكتلة الشرقية. فرض السوفييت مصادرة الملكية الخاصة وإضفاء الطابع الرسمي عليها.
لم تُعِد «الأنظمة المقلدة» على الطراز السوفيتي التي نشأت في الكتلة إنتاج الاقتصادات السوفيتية المسيرة فحسب، بل اعتمدت أيضًا الأساليب الوحشية التي استخدمها جوزيف ستالين والشرطة السرية السوفيتية لقمع المعارضة الحقيقية والمحتملة. علاوة على ذلك، عانت الكتلة الشرقية من سوء التنمية الاقتصادية من قبل المخططين المركزيين، ما أدى إلى اتباع تلك البلدان مسارًا من التنمية الموسعة بدلًا من التنمية المكثفة، وتأخرت كثيرًا عن نظيراتها في أوروبا الغربية فيما يخص نصيب الفرد من الناتج المحلي الإجمالي. بالإضافة إلى ذلك، عملت وسائل الإعلام في الكتلة الشرقية كأداة للدولة، معتمدة بالكامل وخاضعة للحزب الشيوعي. كانت المؤسسات الإذاعية والتلفزيونية مملوكة للدولة، بينما كانت وسائل الإعلام المطبوعة مملوكة عادة للمنظمات السياسية، ومعظمها ملك الحزب الشيوعي الحاكم.

## الاستيلاء على السلطة

### التاريخ المبكر
كانت القضية الأولى التي ظهرت في البلدان التي احتلها الجيش الأحمر في عامي 1944 و1945 هي الطريقة التي تُحوّل قوة الاحتلال إلى سيطرة على التنمية المحلية. في البداية، كان استعداد الدول الغربية لدعم العمل «المناهض للفاشية» و«الدمقرطة» بعنصر اشتراكي مساعدًا للجهود السوفيتية للسماح للشيوعيين في بلدانهم بالبدء بعملية سفيتة بطيئة بشكل غير محسوس تقريبًا. نظرًا إلى أن الشيوعيين كانوا أقليات صغيرة نسبيًا في جميع البلدان باستثناء تشيكوسلوفاكيا، فوجهوا في البداية لتشكيل تحالفات في بلدانهم.
في نهاية الحرب، كان إخفاء دور الكرملين يعتبر أمرًا حاسمًا لتحييد المقاومة ولجعل الأنظمة تبدو ليس فقط بقيادة السكان المحليين، ولكن أيضًا تشبه «الديمقراطيات البرجوازية». كان جوزيف ستالين قد أغلق الوصول الخارجي إلى الاتحاد السوفيتي منذ عام 1935 (وحتى وفاته)، ما سمح فعليًا بعدم السفر إلى الخارج داخل الاتحاد السوفيتي، فلم يكن الغرباء يعرفون العمليات السياسية التي حدثت فيه. خلال هذه الفترة، وحتى بعد 25 عامًا من وفاة ستالين، كان عدد قليل من الدبلوماسيين والمراسلين الأجانب المسموح لهم بالدخول إلى الاتحاد السوفيتي مقيدين بالبقاء على بعد أميال قليلة من موسكو، وجرى التنصت على هواتفهم، وكانت أماكن إقامتهم مقصورة على الأجانب فقط وكانت تتبعهم السلطات السوفيتية باستمرار. واعتقل المنشقون الذين اقتربوا من هؤلاء الأجانب. ولسنوات عديدة بعد الحرب العالمية الثانية، لم يعرف حتى أفضل الأجانب المطّلعين عدد المواطنين السوفييت الذين اعتقلوا أو أعدموا، أو مدى سوء أداء الاقتصاد السوفيتي.
في البلدان الأخرى للكتلة، صرح ستالين بأن نسخة أوروبا الشرقية من الديمقراطية كانت مجرد تعديل «للديمقراطية البرجوازية» الغربية. وبالتالي، فإن الاستيلاء السوفيتي على السلطة في البداية يتبع عمومًا عملية «سياسة الكتلة» المؤلفة من ثلاث مراحل: (1) تحالف عام للقوى اليسارية المناهضة للفاشية؛ (2) تحالف زائف حيد فيه الشيوعيون أولئك الموجودين في أحزاب أخرى وغير المستعدين لقبول السيادة الشيوعية؛ (3) الهيمنة الشيوعية الكاملة، التي تُمارس في كثير من الأحيان في حزب جديد يتشكل من اندماج الشيوعيين والجماعات اليسارية الأخرى. في الوقت نفسه، وُضع المستشارون السوفييت في المؤسسات الحكومية، مع تركيز أعلى في الجيش والشرطة، بينما أعطت الاتفاقيات التجارية الاتحاد السوفيتي تأثيرًا راجحًا في الاقتصادات المحلية. كانت نتيجة العملية أنه، من عام 1944 حتى عام 1948 في الكتلة الشرقية، دُفعت الأحزاب السياسية والمنظمات والجمعيات التطوعية والمجتمعات الإقليمية سرًا لتصبح عاجزة وتبدد نفسها داخليًا وتُحل في النهاية.